# Kabirizi
Kabirizi är ett periodiskt vattendrag i Burundi.   Det ligger i provinsen Bubanza, i den nordvästra delen av landet, 30 kilometer norr om huvudstaden Bujumbura.
Omgivningarna runt Kabirizi är en mosaik av jordbruksmark och naturlig växtlighet. Runt Kabirizi är det tätbefolkat, med 411 invånare per kvadratkilometer.